# Thunder Beings
Thunder Beings (indijanski nazivi: Pèthakhuweyok, Pèthakhuwe, Pethakowe'jàk, Pehtakuweyok, Pethakhuweyok, Pëlesëwok, Plethoak, Nenemehkia, Nenemehkiwa, Neneme'kiwa, Ciinkwia, Neimpaûog) Gromovita bića su rasa moćnih olujnih duhova iz algonkijske mitologije koji žive na nebu i uzrokuju gromove i munje. Čvrsto su povezani s pticama, osobito u umjetničkim djelima, ali se u legendama mogu pojaviti kao antropomorfna nebeska bića, divovski orlovi ili poput ptice s ljudskom glavom. Gromovita bića su opasni duhovi koji ponekad ubijaju ljude svojim moćima, ali su također zakleti neprijatelji rogatih zmija i ponekad spašavaju ljude od tih čudovišta.
O gromovitim bićima govore plemena Lenni Lenape, Sauk-Fox, Kickapoo, Miami, Illini, Narragansett.